# Dorota Dobrew
Dorota Dobrew (ur. 1959) – polska bohemistka i tłumaczka z języka czeskiego.

## Życiorys
Ukończyła bohemistykę na Uniwersytecie Warszawskim, następnie pracowała naukowo na macierzystej uczelni. Zanim zaczęła przekładać z języka czeskiego, studiowała orientalistykę i pracowała w firmie prawniczej. W jej dorobku tłumaczeniowym znajduje się twórczość takich poetów jak Vítězslav Nezval, Jaroslav Seifert, Jan Zahradníček, Petr Placák, Ivan Martin Jirous, Egon Bondy, Petr Hruška, Petr Borkovec, czy Jaromír Typlt. Przekładała także dzieła prozaików, w tym Antonína Bajaji, Emila Hakla, Jiřígo Hájíčka, Petry Hůlovej, Tomáša Zmeškala i Květy Legátovej, oraz książki dla dzieci autorstwa Zdenka Svěráka i Jana Karafiáta. Tłumaczyła także z języka bułgarskiego.

## Nagrody i wyróżnienia
- Nagroda „Literatury na Świecie” za przekład książki Straszydła na co dzień Karla Michala (2008)[1]
- Nagroda Premia Bohemica przyznana za popularyzację czeskiej kultury (2021)[4]
- Nagroda ZAiKS-u za przekład literatury obcej na język polski (2023)[5]